# Entr'acte
Entr'acte er en fransk stumfilm fra 1924 af René Clair.

## Medvirkende
- Jean Börlin
- Inger Frïis
- Marcel Duchamp
- Man Ray
- Francis Picabia
- Erik Satie